# Saint-Gérand-de-Vaux
Saint-Gérand-de-Vaux ist eine französische Gemeinde mit 395 Einwohnern (Stand: 1. Januar 2022) im Département Allier in der Region Auvergne-Rhône-Alpes. Sie gehört zum Arrondissement Vichy und ist Mitglied im Gemeindeverband Communauté de communes Entr’Allier Besbre et Loire. Die Bewohner werden Saint-Gérandais und Saint-Gérandaises genannt.

## Geografie
Saint-Gérand-de-Vaux liegt etwa 15 Kilometer südsüdöstlich von Moulins. An der nördlichen Gemeindegrenze verläuft der Fluss Luzeray, sein Zufluss Moulin entspringt hier und durchquert das Gemeindegebiet. Umgeben wird Saint-Gérand-de-Vaux von den Nachbargemeinden Bessay-sur-Allier im Norden und Nordwesten, Gouise im Norden, Treteau im Osten und Südosten, Montoldre im Süden und Südosten, Saint-Loup im Süden sowie La Ferté-Hauterive im Westen.

## Bevölkerungsentwicklung
| Jahr                       | 1962 | 1968 | 1975 | 1982 | 1990 | 1999 | 2006 | 2013 | 2019 |
| Einwohner                  | 671  | 641  | 504  | 506  | 506  | 465  | 445  | 402  | 373  |
| Quellen: Cassini und INSEE |      |      |      |      |      |      |      |      |      |

## Sehenswürdigkeiten
Siehe auch: Liste der Monuments historiques in Saint-Gérand-de-Vaux
- Kirche Saint-Julien
- Schloss Saint-Gérand aus dem 16./17. Jahrhundert
- Schloss Les Guichardots
- Schloss Hauterive

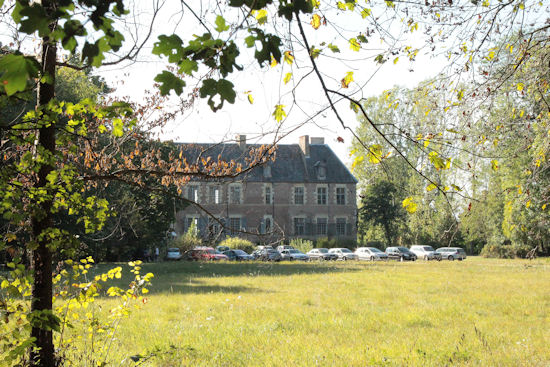
Schloss Saint-Gérand
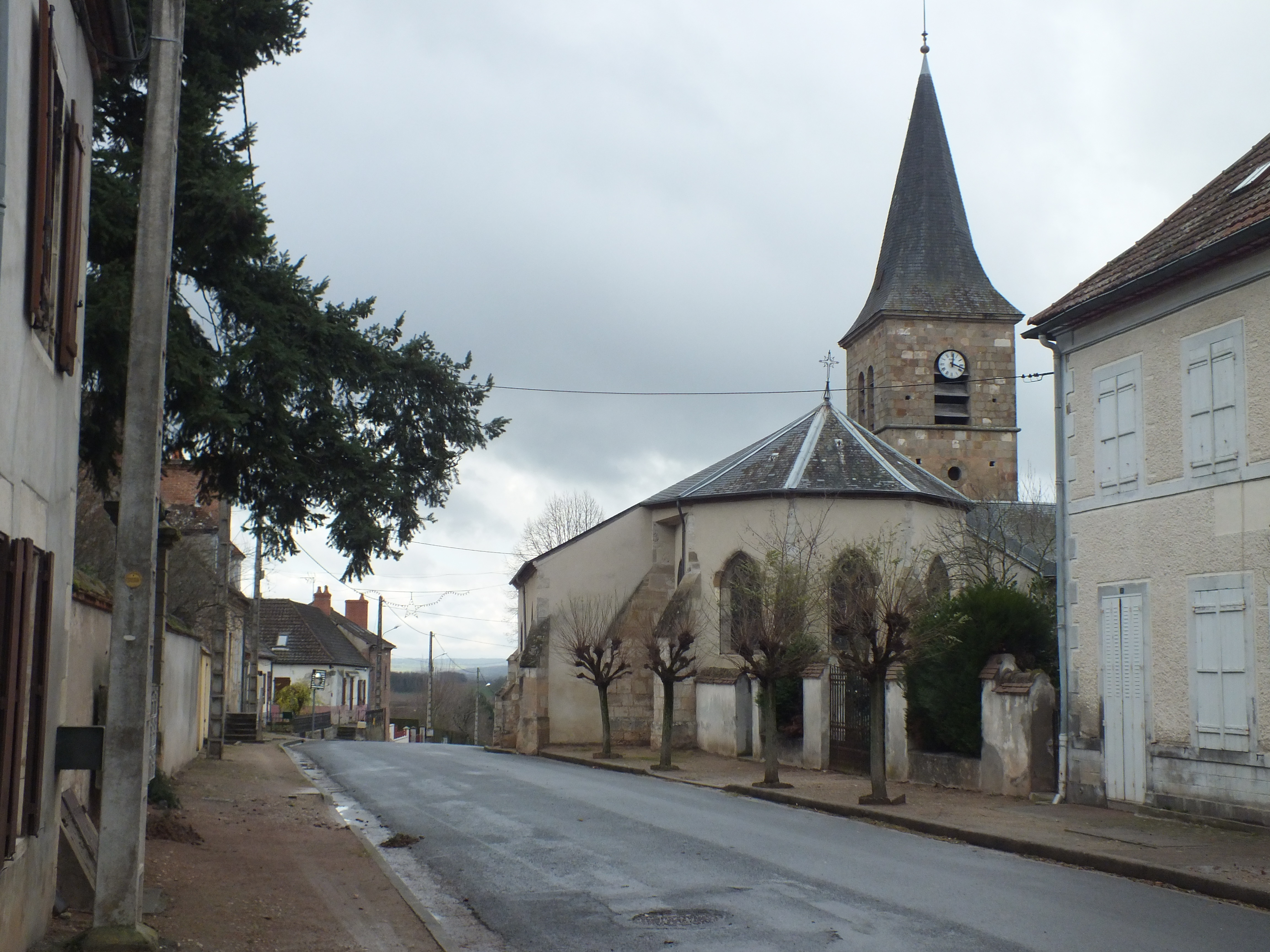
Kirche Saint-Julien